# Facultad de Ciencias Ambientales (Universidad de Alcalá)
La Facultad de Ciencias Ambientales es un centro educativo universitario público de la Universidad de Alcalá (UAH). Forma parte de la Facultad de Ciencias de la UAH, junto con las facultades de Biología, Criminalística, Química y Física e Instrumentación Espacial.  

## Especialidad
La Universidad de Alcalá es junto a la Universidad Autónoma de Barcelona y a la Universidad de Granada, una de las pocas universidades españolas que imparten esta ciencia que investiga las relaciones del ser humano consigo mismo y con su entorno. 

## Estudios

### Grados
- Grado de Ciencias Ambientales[1]

### Postgrados

#### Doctorado
- Doctorado en Ciencias Ambientales[2]

#### Másteres
- Máster en Análisis Económico Aplicado. Especialidad en Economía Ambiental
- Máster en Hidrología y Gestión de los Recursos Hídricos[3]
- Máster en Restauración de Ecosistemas
- Máster en Tecnologías de la Información Geográfica
- Máster en Clima, Energía y Riesgo Ambiental
- Máster en Genética y Biología Celular

## Departamentos
- Biología celular y genética
- Biología vegetal
- Bioquímica y biología molecular

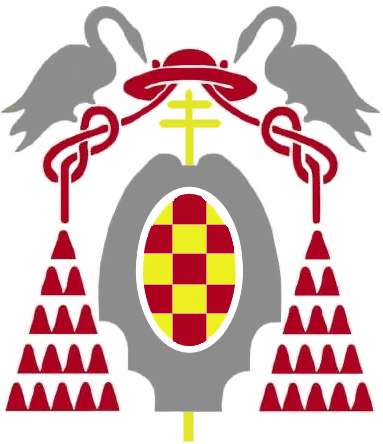
Escudo de la Universidad de Alcalá.

- Ciencias sanitarias y Medicosociales
- Derecho público
- Ecología
- Economía aplicada
- Filología moderna
- Física
- Fundamentos de economía e historia económica
- Geografía
- Geología
- Matemáticas
- Microbiología y parasitología
- Química inorgánica
- Química analítica e ingeniería química
- Zoología y antropología física

## Festividad de la facultad
El 22 de abril se celebra la festividad de la facultad a la vez que se conmemora el Día de la Tierra, cuando en 1970 se convocó la primera gran manifestación en Estados Unidos para proteger el medio ambiente de la acción humana. Durante una semana, en la facultad se celebran exposiciones, conferencias, actos institucionales y demás actividades de carácter cultural, además de fiestas universitarias para los alumnos.

## Accesibilidad
La Facultad de Ciencias Ambientales se localizada en el Campus Externo o Científico-Tecnológico de la Universidad de Alcalá. Está ubicada entre el Hospital Universitario Príncipe de Asturias y la Facultad de Medicina de Alcalá. 
Es accesible en coche a través de la carretera A-2 (Autovía Madrid-Barcelona) en el kilómetro 31,7 viniendo desde Madrid, y en el kilómetro 32,2 procediendo desde Guadalajara. Por tren mediante las líneas C-2, C-8 y C-8a de la red de Cercanías Madrid, con parada en la Estación de Alcalá de Henares Universidad. Y en autobús, por las líneas urbanas 1A, 1B, 2, 3 y 11; e interurbanas 227, 232, 250, 275, 824, FS2 y N202.